# أوبولي
أوبوله هي مدينة في بولندا الجنوبية على نهر الأودر (أودرا). ويبلغ عدد سكانها 125٬992 (يونيو 2009) وهي عاصمة للفويفود أوبول انها العاصمة التاريخية لسيليسيا العليا، اليوم العديد من السيليسيون والبولنديين من أصل الألمانية يعيشون في المنطقة أوبول، جعل الألمان أقل من 3 ٪ من السكان.

## السكان
إلى جانب الألمانية والبولندية، العديد من المواطنين من أوبول - Oppeln قبل عام 1945 استخدمت بقوة الألمانية وتأثر لهجة سيليزيا المعروف Wasserpolnisch، أو Wasserpolak. وبسبب هذا، في فترة ما بعد الحرب البولندية بعد ضم سيليسيا في عام 1945 لم تشرع في طرد عامة لجميع السكان السابقين للأوبول، كما حدث في سيليسيا السفلى، على سبيل المثال، حيث كان السكان على وجه الحصر تقريبا تكلم اللغة الألمانية. لانهم يعتبرون الأصليين (البولندية)، وWasserpolak الناطقين بدلا من ذلك حصل على الحق في البقاء في وطنهم بعد أن اعلنت نفسها البولنديين. بعض المتحدثين بالألمانية استفادت من هذا القرار، والسماح لهم بالبقاء في Oppeln، حتى عندما كانوا يعتبرون أنفسهم أن يكون من الجنسية الألمانية. محيط المدينة حاليا تحتوي على أكبر الأقليات الألمانية وسيليزيا العليا في بولندا. وإن كان في أوبول هناك أقل من 3 ٪ من الألمان.

## أهم المعالم
أوبولوسكي يستضيف سنويا مهرجان الأغنية الوطنية البولندية.
المدينة كما هو معروف للقرن 10th كنيسة القديس أدلبرت والقرن 14 كنيسة الصليب المقدس.
هناك حديقة الحيوان.

### الهياكل والمباني
Piast برج على جزيرة (الجزء الوحيد الذي بقي من Piast القلعة)
كنيسة الفرنسيسكان، والضريح القرن 14.
تاون هول القرن 19.
في كنيسة سيدة الأحزان وسانت أدلبرت.
كاتدرائية الصليب المقدس القرن 14.
والفن الحديث (جسر الأخضر).

### المتاحف

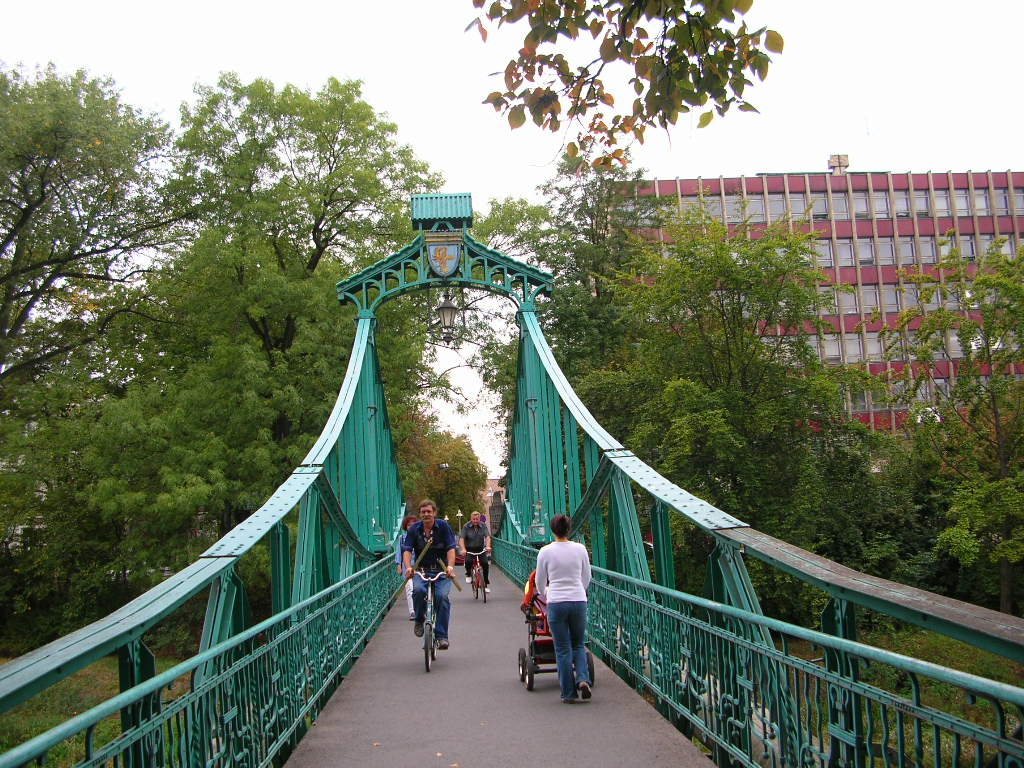
الجسر الأخضر

- متحف الأبرشي.
- متحف أوبولوسكي الإقليمي.

## التعليم
الكليات التي تديرها الدولة :
- أوبولوسكي جامعة التكنولوجيا.
- جامعة أوبول.

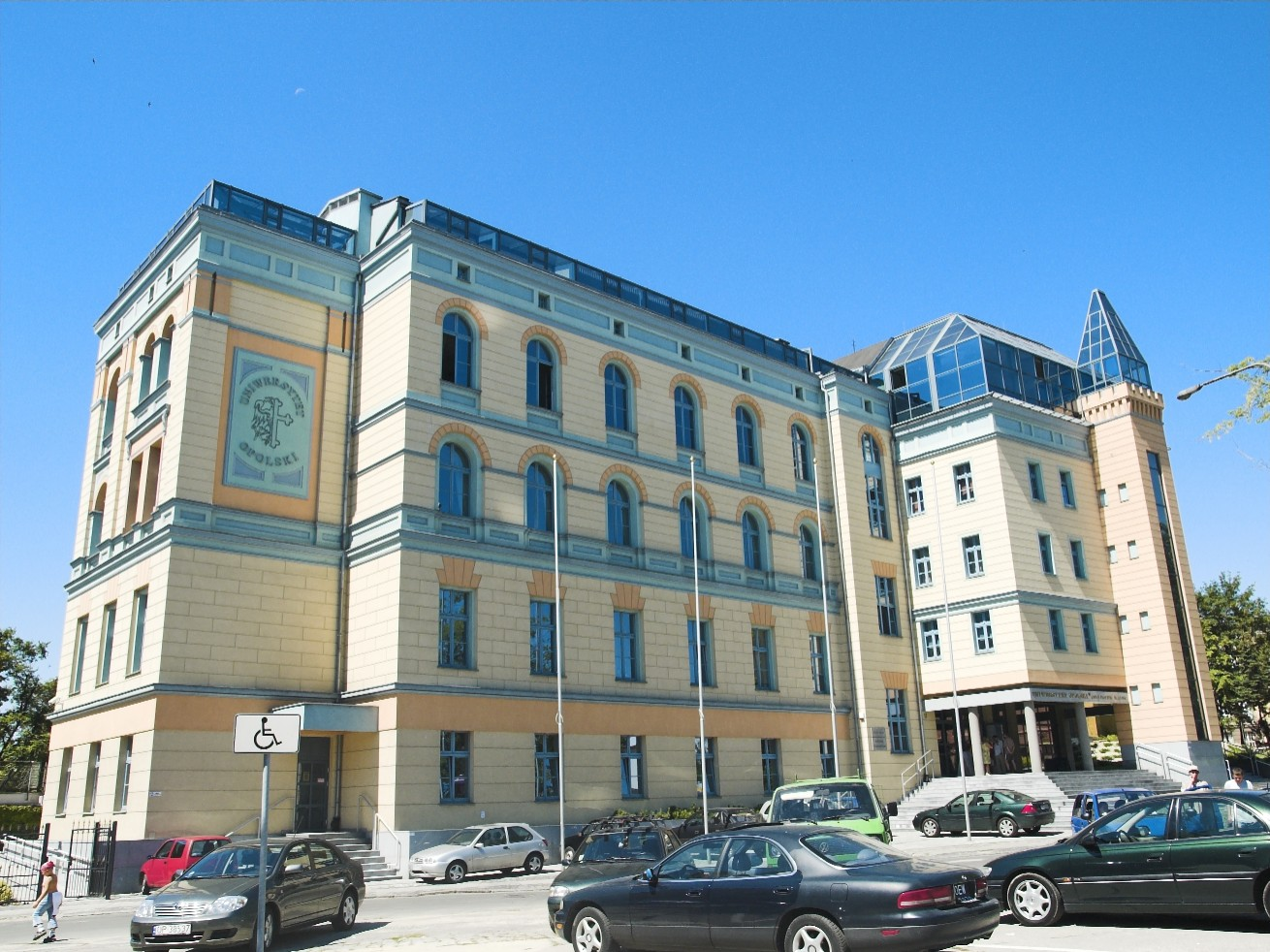
Collegium Maius of جامعة أوبول

- الجمهور العالي الطبية الفنية في مدرسة أوبول.

الكليات التي يديرها القطاع الخاص :
- التنظيم والإدارة في كلية أوبول.
- أكاديمية بوغدان.

## السياسة
أعضاء البرلمان (مجلس النواب) المنتخبين من الدوائر الانتخابية أوبول
- دانوتا Jazłowiecka.
- تاديوش Jarmuziewicz.
- ريزارد Knosala.
- ليزيك كورزنيوفسكي.
- Sławomir Kłosowski، حزب القانون والعدالة.
- تيريزا Ceglecka - Zielonka، حزب القانون والعدالة.
- Mieczysław Walkiewicz، حزب القانون والعدالة.
- هنريك كرول، الأقلية الألمانية.
- ريزارد غالا، الأقلية الألمانية..
- ساندرا Lewandowska، Samoobrona.
- توماش Garbowski، الحزب الديمقراطي اليساري.
- ماريك كاوا.

## مشاهير السكان
- بول كلاينرت (1837-1920)، اللاهوتي الألماني.
- إمين بشا (ولد ادوارد شنيتزر) (1840-1892)، المستكشف ومحافظ أفريقيا.
- كاسبرويز Kasprowicz يناير (1860-1926)، الشاعر
- برونيسلاف (1863-1924)، الناشط البولندية، مؤسس Gazeta Opolska.
- أوسكار سلاتر (1872-1948)، ألماني / اسكتلندي ضحية إساءة تطبيق أحكام العدالة.
- ياكوب (1872-1957)، الشاعر والكاتب البولندي، الجندي في الانتفاضات سيليزيا.
- ليو بايك (1873-1956)، الحاخام.
- Szymon Koszyk سزيمون كوسزيك (1891-1972)، مراسل والمدرس والناشط البولندية من أوبول
- كارول (1902-1983)، رئيس أوبول، مؤسس مهرجان الأغنية الوطنية البولندية في أوبول.
- ادموند (1913-1989)، ومراسل، وسياسي (6 مرات المنتخبين في مجلس النواب، ومرة واحدة في محطة التلفزيونية)
- جيرزي جروتوفسكي (1933-1999)، مدير المسرح.
- يرزي بوزيك (مواليد 1940)، الأكاديمي والسياسي، رئيس وزراء بولندا.
- بوليسلاف (مواليد 1952)، فنان ورسام.
- أندرزي جيرزي ليخ (مواليد 1955)، فنان ومصور.
- إدوين فون Drenkmann، المحامي الألماني الشهير.
- آنا Brzezińska (مواليد 1971)، كاتب الخيال.
- ميروسلاف كلوزه (مواليد 1978)، لاعب كرة القدم (اللعب في المنتخب الألماني لكرة القدم).
- مارسين بونتوس (مواليد 1985)، لاعب كرة القدم.

## معرض صور

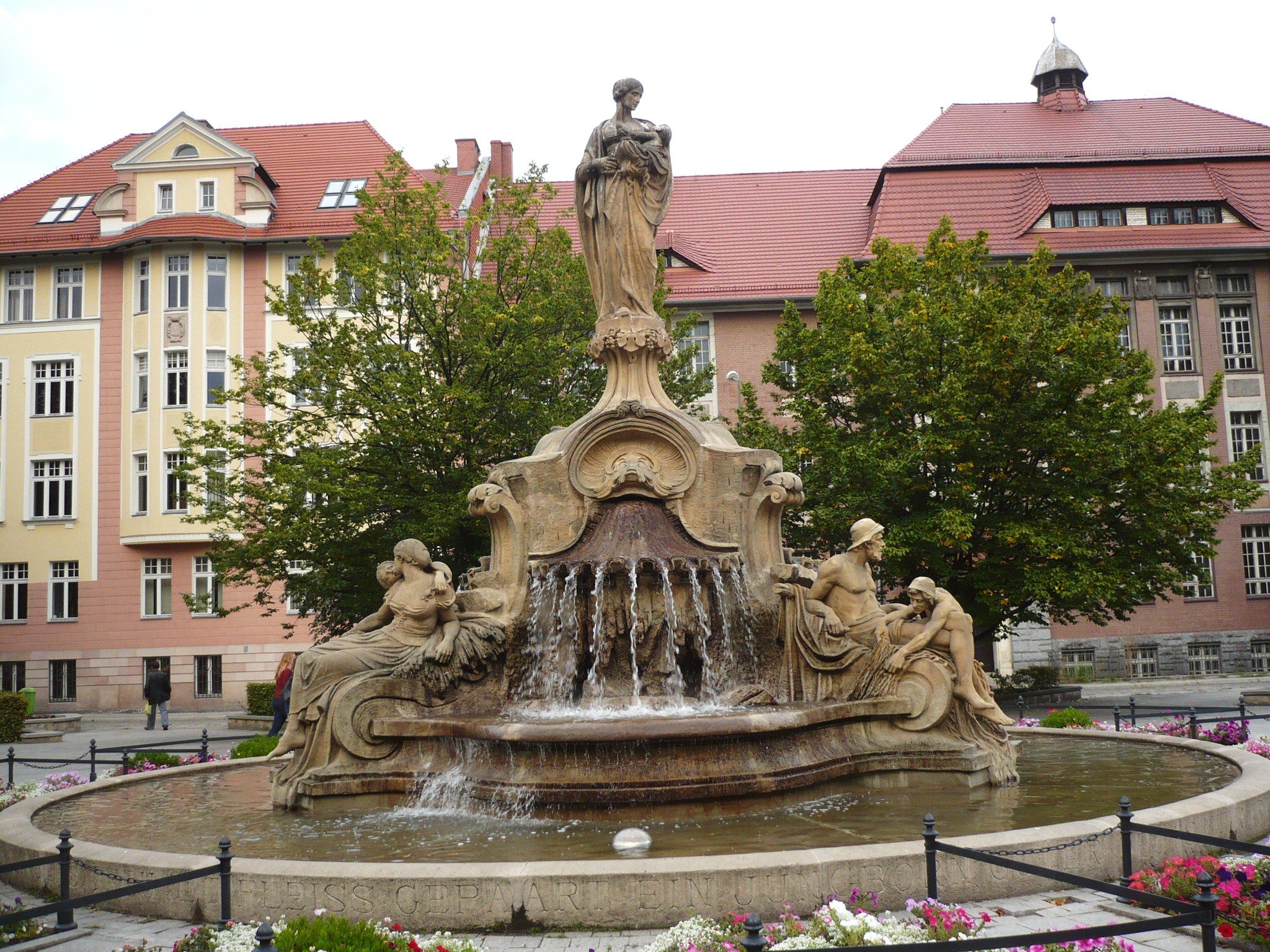
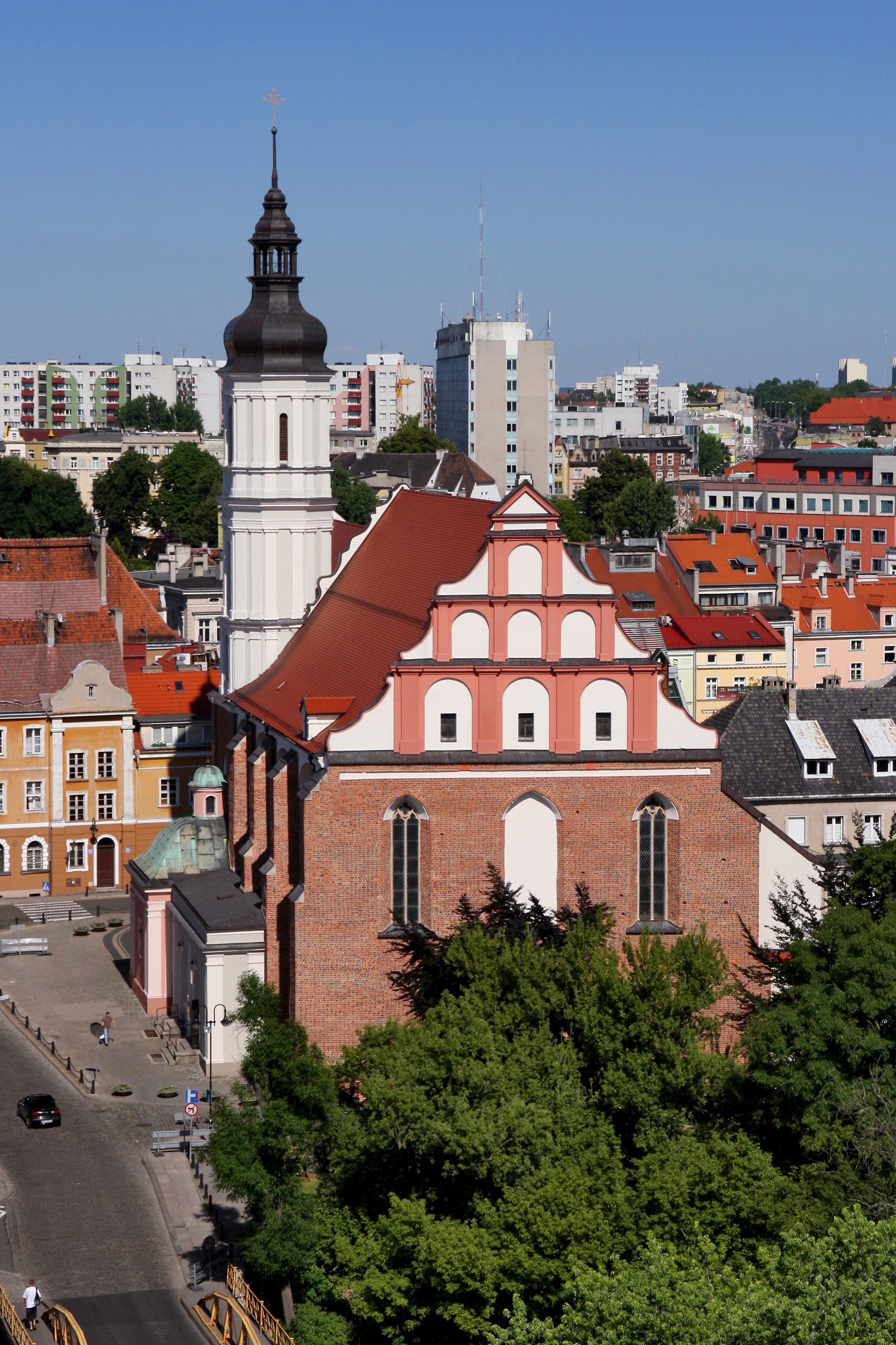
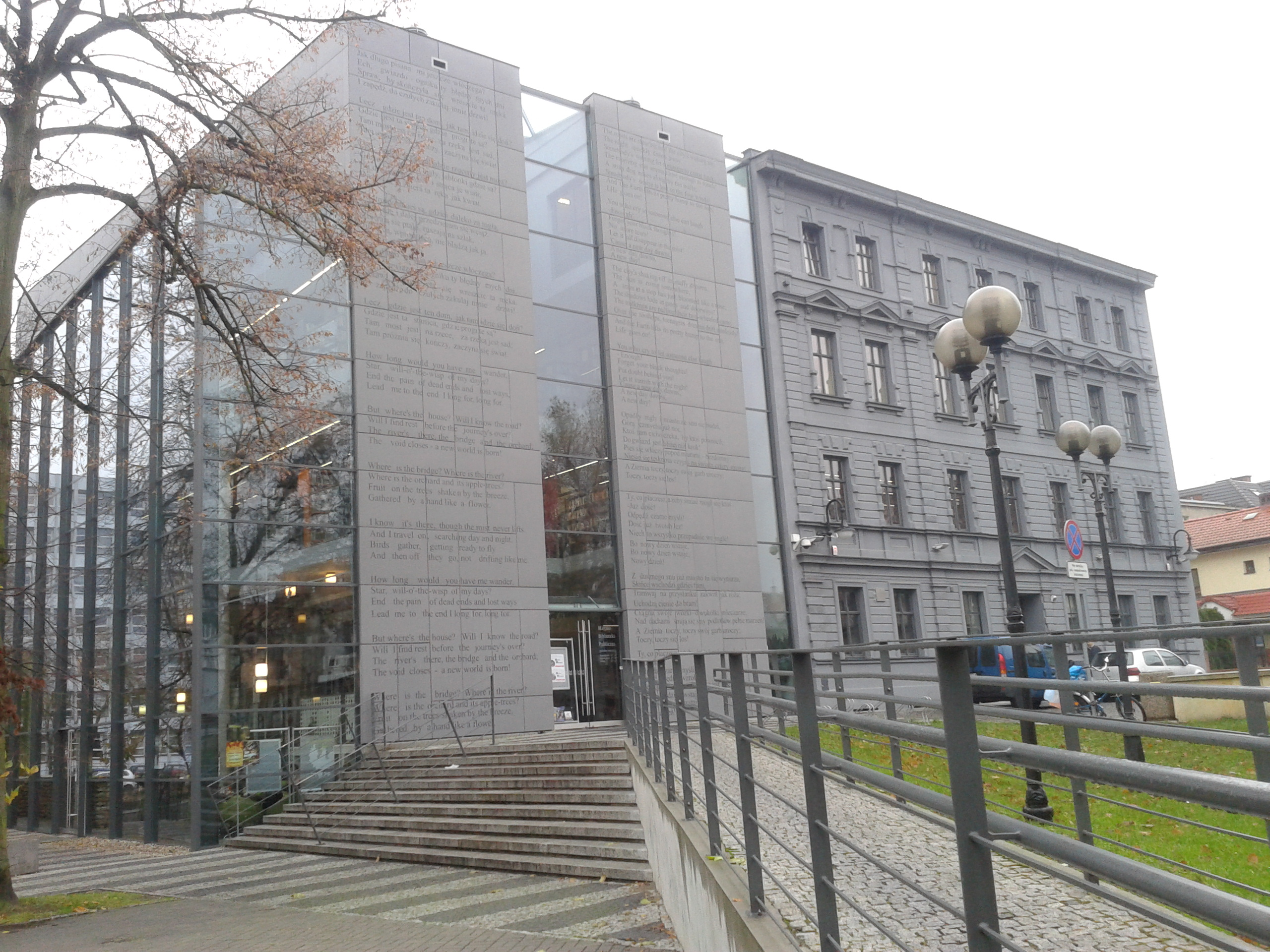
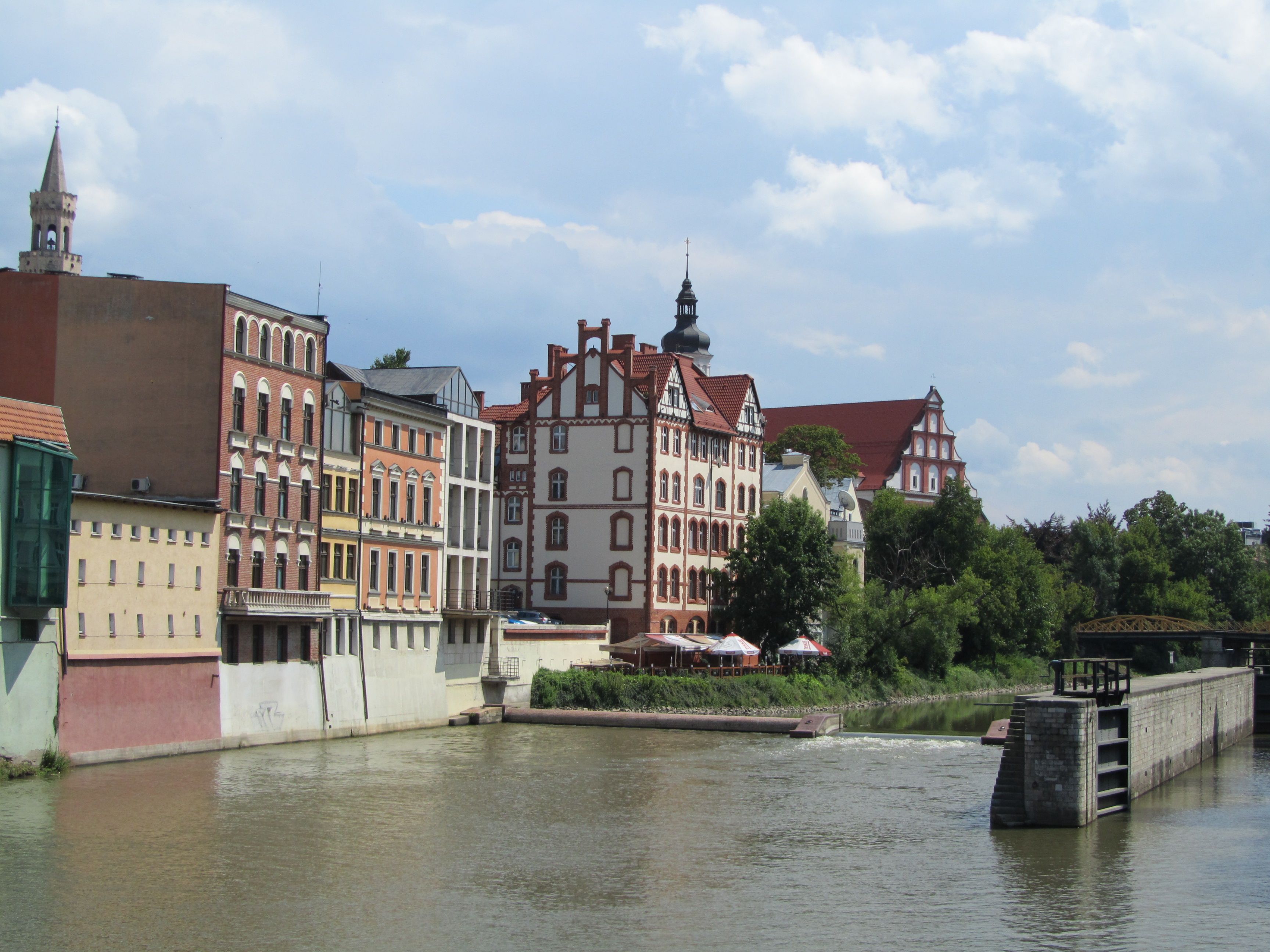